# Carl-Mårten Fleetwood
Carl-Mårten Fleetwood, född den 19 september 1885 i Göteborg, död den 19 januari 1966 i Strängnäs, var en svensk friherre och ämbetsman. Han var dotterson till Gustaf Daniel Björck, bror till Harald och Georg Fleetwood samt i sitt första äktenskap måg till Oscar Bernadotte. 
Fleetwood avlade juris kandidatexamen vid Lunds universitet 1911. Han genomförde tingstjänstgöring 1911–1914 och tjänstgjorde i Svea hovrätt 1914–1917. Fleetwood blev notarie i försäkringsrådet 1917, tillförordnad sekreterare och ledamot där 1918, assessor i kammarrätten 1919–1929, tillförordnad länsassessor och tillförordnad landskamrerare i Västerbottens län 1927, kammarherre samma år, extra föredragande i regeringsrätten 1929 och kammarrättsråd 1930. Han var landskamrerare i Södermanlands län 1935–1944. Fleetwood var ledamot av kyrkomötena 1938 och 1941. Han blev ledamot av Stockholms allmänna skyddsförenings centralkommitté 1926 (vice ordförande 1950), ordförande i Södermanlands läns hemslöjdsförening 1938 (hedersordförande 1954), vice ordförande i Södermanlands hembygdsförbund 1943 och i Södermanlands länsmuseiförening 1949. Fleetwood blev riddare av Nordstjärneorden 1933 och kommendör av andra klassen av samma orden 1938. Han vilar på Gamla kyrkogården i Strängnäs.